# Millersburg (Indiana)
Millersburg es un pueblo ubicado en el condado de Elkhart en el estado estadounidense de Indiana. En el Censo de 2010 tenía una población de 903 habitantes y una densidad poblacional de 640,9 personas por km².

## Geografía
Millersburg se encuentra ubicado en las coordenadas 41°31′35″N 85°41′46″O / 41.52639, -85.69611. Según la Oficina del Censo de los Estados Unidos, Millersburg tiene una superficie total de 1.41 km², de la cual 1.41 km² corresponden a tierra firme y (0%) 0 km² es agua.

## Demografía
Según el censo de 2010, había 903 personas residiendo en Millersburg. La densidad de población era de 640,9 hab./km². De los 903 habitantes, Millersburg estaba compuesto por el 97.01% blancos, el 0.55% eran afroamericanos, el 0.89% eran amerindios, el 0% eran asiáticos, el 0% eran isleños del Pacífico, el 1.11% eran de otras razas y el 0.44% pertenecían a dos o más razas. Del total de la población el 4.43% eran hispanos o latinos de cualquier raza.